# BRIT Awards 2015
La XXXV edizione dei BRIT Awards, i premi conferiti dalla BPI, si è svolta il 25 febbraio 2015 a Londra, presso la The O2 Arena ed è stata condotta dal duo Ant & Dec. L'edizione 2015 ha avuto una grande notorietà anche grazie all'esibizione di chiusura di Madonna che, durante la sua performance, ha avuto un incidente dovuto ad un  mantello indossato da lei stessa  che non si è slacciato al momento giusto e l'ha fatta precipitare da una scalinata di quattro scalini. Il fatto ha provocato grande scalpore, ma per fortuna senza nessuna ripercussione sulla cantante, che ha ripreso immediatamente l'esibizione.

## Esibizioni
- Taylor Swift - Blank Space
- Sam Smith - Lay Me Down
- Royal Blood - Figure It Out
- Ed Sheeran - Bloodstream
- Kanye West - All Day
- Take That - Let in the Sun
- George Ezra - Budapest
- Paloma Faith - Only Love Can Hurt like This
- Madonna - Living for Love

## Presentatori
- Ant & Dec – introducono Taylor Swift, Sam Smith, Royal Blood, Ed Sheeran
- Orlando Bloom e Rita Ora – introducono la categoria "British Male Solo Artist"
- Jimmy Page – introduce "British Group"
- Lewis Hamilton e Ellie Goulding – introducono "International Female Solo Artist"
- Mark Ronson – introduce "British Female Solo Artist"
- Kim Kardashian – introduce "BRITs Global Success" con Kanye West
- Cara Delevingne – introduce "International Male Solo Artist"
- Lisa Snowdon e Lionel Richie – introducono "British Single of the Year"
- John Bishop – introduce "International Group"
- Fearne Cotton e Charli XCX – introducono "British Breakthrough Act"
- Russell Crowe – introduce "MasterCard British Album of the Year"
- Jimmy Carr e Karlie Kloss – introducono "British Video"

## Vincitori
In grassetto sono indicati i vincitori.

### British Male Solo Artist (artista solista maschile britannico)
- Ed Sheeran
- Damon Albarn
- George Ezra
- Paolo Nutini
- Sam Smith

### British Female Solo Artist (artista solista femminile britannica)
- Paloma Faith
- Ella Henderson
- FKA twigs
- Jessie Ware
- Lily Allen

### British Group (gruppo britannico)
- Royal Blood
- Alt-J
- Clean Bandit
- Coldplay
- One Direction

### International Group (gruppo internazionale)
- Foo Fighters
- 5 Seconds of Summer
- The Black Keys
- First Aid Kit
- The War on Drugs

### British Breakthrough Act (rivelazione britannica)
- Sam Smith
- Chvrches
- FKA twigs
- George Ezra
- Royal Blood

### Critics' Choice (scelta del pubblico)
- James Bay
- George the Poet
- Years & Years

### MasterCard British Album of the Year (album britannico dell'anno)
- Ed Sheeran - X
- Alt-J - This Is All Yours
- George Ezra - Wanted on Voyage
- Royal Blood - Royal Blood
- Sam Smith - In the Lonely Hour

### British Single of the Year (singolo britannico dell'anno)
- Mark Ronson feat. Bruno Mars - Uptown Funk
- Calvin Harris - Summer
- Clean Bandit feat. Jess Glynne - Rather Be
- Ed Sheeran - Thinking Out Loud
- Ella Henderson - Ghost
- George Ezra - Budapest
- Sam Smith - Stay with Me
- Sigma - Nobody to Love
- Duke Dumont feat. Jax Jones - I Got You

### International Male Solo Artist (artista solista maschile internazionale)
- Pharrell Williams
- Beck
- Hozier
- Jack White
- John Legend

### International Female Solo Artist (artista solista femminile internazionale)
- Taylor Swift
- Beyoncé
- Lana Del Rey
- Sia
- St. Vincent

### British Producer of the Year (produttore britannico dell'anno)
- Paul Epworth
- Alison Goldfrapp & Will Gregory
- Flood
- Jake Gosling

### British Video (video britannico)
- One Direction - You & I
- Ed Sheeran - Thinking Out Loud
- Mark Ronson feat. Bruno Mars - Uptown Funk
- Sam Smith - Stay with Me
- Calvin Harris - Summer

### BRITs Global Success (BRIT successo globale)
- Sam Smith